# Laborystyczna teoria wartości
Laborystyczna teoria wartości (LTW) – teoria ekonomiczna, wedle której prawdziwa wartość towarów jest związana z ilością pracy potrzebną do ich wyprodukowania.
Laborystyczną teorię wartości najczęściej utożsamia się z ekonomią marksistowską, ale można ją odnaleźć również we wcześniejszych teoriach klasyków ekonomii liberalnej, takich jak Adam Smith i David Ricardo, a później w ekonomiach anarchistycznych. Smith uważał cenę dobra za wynikającą z pracy, którą kupujący musiał wykonać by móc je kupić. Laborystyczna teoria wartości jest nieodłącznym elementem teorii Marksa, który nie uważał ceny rynkowej i prawdziwej wartości za tożsame. Sam Marks jednak nie nazywał swojej teorii wartości laborystyczną. Dominująca współcześnie myśl odwołująca się klasycznego liberalizmu zwykle odrzuca LTW, uznając, że cena wynikająca z równowagi popytu i podaży odzwierciedla krańcową użyteczność dobra dla nabywcy, która ma być jedyną prawdziwą miarą jego wartości.

## Definicje wartości i pracy
Zgodnie z laborystyczną teorią wartości, wartość, gdy mówi się o niej bez dodatkowych określających ją przymiotników, powinna odnosić się do pracy koniecznej do dostarczenia danego dobra na rynek, wliczając w to pracę potrzebną do wytworzenia kapitału (np. maszyn, narzędzi) użytego w produkcji. Zarówno Ricardo i Marks próbowali wykalkulować policzalną wartość pracy na wszystkich etapach wytwarzania dobra, żeby móc postulować teorię istnienia jego ceny naturalnej. Laborystyczna teoria wartości w wersji Adama Smitha nie zakładała konieczności istnienia policzalnej jednostki wartości wykonanej pracy, ani nie zajmowała się pracą potrzebną do wytworzenia używanych w procesie produkcyjnym narzędzi (kapitału). Smith postulował, podobnie do późniejszych neoklasyków, że dobro jest warte tyle, ile pracy innych można za nie otrzymać (w rzeczywistej pracy czy w innych dobrach) lub ile pracy może nam zaoszczędzić, gdy sami z niego skorzystamy. Pierwsza z opcji odnosi się do wartości w handlu, a druga wartości z użytkowania. Jednak taka wartość jest zależna od popytu i podaży w danej chwili;
Rzeczywistą ceną każdej rzeczy, tym, co istotnie kosztuje ona osobę, która pragnie je zdobyć, jest wysiłek i trud, z jakim je zdobywa. Dla człowieka, który przedmiot nabył i który chce go zbyć lub wymienić na coś innego, rzeczywistą wartością tej rzeczy jest wysiłek i trud, którego sobie zaoszczędza, a którym może obciążyć innych ludzi; Bogactwo Narodów Księga 1, rozdział V
Smithowska teoria ceny (która dla wielu jest tożsama z wartością) nie bierze pod uwagę pracy wykonanej w przeszłości do wytworzenia danego dobra. Mówi jedynie o pracy, która może zostać pozyskana lub zaoszczędzona w zamian za dobro lub dzięki niemu. A więc jeżeli przedmiot nie jest do niczego przydatny jest również bezwartościowy.

### Rozróżnienie między kontekstami powstawania wartości
Wartość użytkowa to użyteczność dobra. Adam Smith przywołuje klasyczny paradoks, żeby zilustrować różnicę wartości użytkowej i wartości w handlu:
Wyraz wartość – należy to zaznaczyć – ma dwa różne znaczenia: czasem oznacza użyteczność pewnego przedmiotu, czasem zaś możność nabycia innych dóbr, jaką daje posiadanie tego przedmiotu. Pierwszą możemy nazwać „wartością użytkową”, drugą – „wartością wymienną”. Rzeczy, które mają najwyższą wartość użytkową, mają częstokroć nader nieznaczną wartość wymienną, albo też jej wcale nie mają i odwrotnie, rzeczy, które mają bardzo wielką wartość wymienną, mają częstokroć nader małą wartość użytkową lub też jej wcale nie mają. Nie ma chyba rzeczy bardziej użytecznej niż woda, a jednak nic za nabyć nie można; chyba żadnej rzeczy nie sposób otrzymać w zamian za nią. Przeciwnie, diament nie posiada żadnej wartości użytkowej, a przecież można zań częstokroć otrzymać bardzo znaczną ilość innych dóbr
Według Marksa wartość, bez przymiotnika, jest pracą „uziemioną” w produkcie wytworzonym w danej strukturze produkcji. W jego systemie wartość definiował jako „społecznie konieczną pracę” w sensie abstrakcyjnym ukrytą w każdym przedmiocie. Między klasycznymi liberałami, zwłaszcza u Davida Ricardo, wartość była w większym stopniu miarą równie abstrakcyjnego „prawdziwego kosztu” czy wartości absolutnej, to znaczy niezależnej od systemu ekonomicznego czy technologii, co stanowi różnicę między nimi a Marksem.
Ricardo i wielu klasyków, jak również Marx, zawarli w swoich systemach założenie, że wartość wymienna dobra jest proporcjonalna, równa albo nierozerwalna od wartości pracy potrzebnej do jego pozyskania. Inni zwolennicy LTW używali terminu wartość w znaczenie wartości w wymianie, przykładem Proudhon.

## Proces pracy u Marksa
Jako że w teorii Marksa wartość jest czymś wytworzonym przez pracę i do ilości wykonanej nad danym przedmiotem proporcjonalnym, istotne jest wytłumaczyć dokładnie w jaki sposób proces pracy nadaje lub dodaje wartość przedmiotowi.
Wartość produktu zwiększa się proporcjonalnie do czasu, natężenia pracy i wymaganych do jej wykonania umiejętności, co jest wyliczane dla przeciętnych wartości w gospodarce, to znaczy przeciętnej produktywności przeciętnego robotnika. Wynika z tego, że robotnicy pracujący sprawniej lub szybciej wytwarzają więcej wartości niż ci wolniejsi, ponieważ wytwarzają więcej dóbr finalnych, które jednak mają wartość wyliczaną dla przeciętnego wysiłku i czasu wkładanego w produkcję danego dobra w gospodarce, a nie robotnika który je wykonał. Tym samym robotnicy nieprzykładający się do swoich zadań zmniejszają przeciętną produkcyjność w gospodarce, jednak nie mogą żądać większej zapłaty z tytułu dłuższej pracy.
Produkcja jednak, oprócz pracy, wymaga również innych środków; narzędzi, materiałów, energii i podobnych. Są to środki produkcji również w większości są owocami procesu pracy, są więc nieodłącznymi elementami tego procesu, które wkraczają w proces pracy już posiadając pewną wartość. Produkcja przez pracę wymaga również środków, które nie powstają w wyniku pracy, takich jak światło słoneczne, powietrze, nieużytkowanej ziemi, niewydobytych minerałów. Pomimo ich konieczności, nie wnoszą one żadnej wartości do procesu produkcji. Z kolei wartość używanych środków powstałych w wyniku pracy jest traktowane jako stała. Z tego powodu nazywane są przez Marksa kapitałem stałym.
Weźmy przykład pracowników mielących ziarnka kawy, a następnie parzących z nich gotową kawę, wydawaną w kubkach. Wykonując tę pracę pracownicy dodają wartości niepalonym ziarnom kawy i wodzie. Używają również kapitału stałego; młynka i maszyny do kawy, co łącznie składa się w wartość kubka gotowej kawy. Ostatecznie wartość kawy wyprodukowanej w ciągu dnia równa się sumie wartości wykonanej przez pracownika pracy i zużytych środków pracy, a więc pracy użytej do ich wykonania w zakresie w jakim się zużywają (np. młynek) lub są zużywane (gotowe do mielenia ziarna kawy). Jest to często przedstawiane wzorem;
{\displaystyle c+L=W}
Gdzie;
- c to wartość kapitału stałego zużytego w produkcji, np. materiały, i zużycie maszyn w proporcji w jakiej zostały zużyte
- L to wartość pracy potrzebnej do wykonania danej ilości dobra przeciętnie w gospodarce
- W to wartość finalna powstałych w tym okresie dóbr (od niemieckiego słowa wert)

Można zauważyć, że jeżeli wyprodukowane w danym okresie dobra są jednakowe i wymagają identycznych nakładów, jak np. identyczne filiżanki kawy, możemy podzielić łączną wartość wyprodukowanych kaw przez ich ilość by otrzymać wartość jednej filiżanki.
Marks dalej rozróżnia L na dwie części składowe. Pierwszą jest część wartości pracy wypłacana pracownikowi w pensji. Dla przykładu, jeśli za pracę podczas badanego okresu pracownik otrzymuje 2000 zł, to praca wykonana w czasie, który potrzebny jest, żeby dodać 2000 zł do wartości stałego kapitału i zachowania jego wartości początkowej jest nazywana niezbędnym czasem pracy (NL). Pozostała praca w tym okresie stanowi tzw. pracę dodatkową (SL). Wartość użyta by zakupić pracę pracowników, w naszym przykładzie 2000 zł, jest nazywana kapitałem zmiennym (v). Jest tak, ponieważ w przeciwieństwie do kapitału stałego wydanego na środki produkcji kapitał zmienny może dodać wartość produktowi procesu pracy. Ilość wartości którą doda zależy od długości, nasilenia, produktywności i umiejętności zakupionej pracy; patrząc z tej perspektywy kupujący pracę wchodzi w posiadanie towaru o zmiennej użyteczności. Wartość dodana podczas tej części procesu pracy, kiedy praca niezbędna dla tego okresu została już wykonana nazywana jest wartością dodatkową (s). Z powyższych oznaczeń pozyskujemy dwa równania opisujące wartość wytworzoną w danym okresie:
{\displaystyle c+v+s=W}
i
{\displaystyle c+NL+SL=W}
Pierwsze równanie przedstawia wartość powstającą w produkcji, skupiając się na kosztach c+v i wartości dodatkowej s. Drugie równanie pokazuje jak powstaje wartość podczas procesu pracy w zależności od nakładu wykonanej pracy w zależności od płacy.

## Relacja między wartością a ceną
Jednym z problemów laborystycznej teorii wartości jest ustalenie relacji między ceną wymiany i rzeczywistą wartością dobra. Różni teoretycy LTW proponują różne wyjaśnienia. Dla przykładu niektórzy uważają wartość, w sensie wartości pracy wykonanej dla wytworzenia dobra, za punkt ciężkości wokół którego cena dobra oscyluje. Jednak wielu ekonomistów wskazuje, że przypadki w których można stwierdzić, że cena wymiany różnych dóbr okazuje się proporcjonalna do włożonej w nie pracy są dość rzadkie. We współczesnej teorii liberalnej cena podlega dowolnym fluktuacjom pod wpływem sił rynkowych. Klasycy teorii liberalnej zwykle wskazywali na to, że cena rynkowa zawiera w sobie przychody czynników produkcji, które były potrzebne do wytworzenia danego towaru. Najczęściej wskazuje się na dochody ziemi, kapitału (jednak produkcja nie każdego dobra wymaga obydwu) i pracy. Te dochody nazywają się rentą ziemską, zyskiem z kapitału i pensją.
W Księdze 1, rozdziale VI, Adam Smith pisze:
,,Zaznaczyć należy, że rzeczywista wartość wszystkich części składowych ceny mierzy się ilością pracy, którą każda z nich może nabyć lub którą może rozporządzać. Praca określa nie tylko wartość tej części ceny, która przypada na pracę, ale również tej części, którą stanowi rentę, jak i tej, która stanowi zysk”
Ostatnie zdanie pokazuje że Smith widzi wartość produktu jako zależną od pracy wykonanej przez kupującego, która była potrzebna by móc zakupić towar, podczas gdy Marks doszukiwał się miary wartości w pracy wykonanej przez robotników, żeby wytworzyć ten sam towar. Jeśli jednak chodzi o cenę wymiany, to cenimy, i nadajemy ceny przedmiotom na podstawie tego, ile pracy mogą nam oszczędzić lub ile pracy możemy za nie kupić.
Wskazanie relacji między wartością, a ceną danego przedmiotu w terminologii Marksa nazywa się problemem transformacji i jest obiektem prawdopodobnie największej części debat i krytyki wobec LTW. Problem transformacji można wyrazić poprzez pytanie jaki algorytm może dokładnie opisać sposób, w jaki wartość dodana w procesie pracy, proporcjonalnie do czasu, natężenie i wymaganych umiejętności do jej wykonania, jest odzwierciedlona w cenach produktu przy poprawce na dochody pozostałych czynników produkcji, to jest kapitału i ziemi (powodem rozróżnienia jest fakt, że ziemia nie powstała wskutek pracy). Jeżeli po uwzględnieniu wszystkich czynników równania wciąż widzimy różnicę między ceną a wartością wynikającą z naszej transformacji, to znaczy, że nasz algorytm jest niekompletny.
Marks nie zaprzecza roli podaży i popytu w kształtowaniu cen, ponieważ fundamentalnym dla niej jest odróżnienie ceny od wartości. W Płaca, cena zysk (1865), Marks określa swoje stanowisko w tej sprawie:
Wystarczy powiedzieć, że jeśli podaż i popyt równoważą się wzajemnie, to ceny rynkowe towarów odpowiadają ich cenom naturalnym, to znaczy ich wartościom, określanym przez odpowiednie ilości pracy niezbędnej dla ich wytworzenia
Laborystyczna teoria wartości stara się wytłumaczyć poziom tej równowagi dla dóbr. Pomysłem Marksa jest tu argument o kosztach produkcji; zauważenie, że wszystkie koszty to ostatecznie koszty pracy ukryte w kosztach czynników, jednak to podejście nie bierze pod uwagę zysku i jest podatne na oskarżenie o tautologiczności, dokładniej tłumaczenia cen cenami. Marks później nazwał swój pogląd „Smithowską addytywną teorią wartości”.
Smith argumentował, że ilość pracy jest naturalnym miernikiem cen w sensie stosunków wymiany produktów pracy w społeczeństwach bez własności prywatnej, np. przy wymianie zdobyczy między myśliwymi. Marks z kolei stwierdza, że żeby dobra mogły być porównywane muszą posiadać jakiś wspólny miernik czy substancję, oraz że praca jest właśnie tą substancją, ponieważ każde dobro jej wymaga.

## Historia

### Początki
Laborystyczna teoria wartości rozwijała się przez wiele stuleci. Trudno określić w sposób ostateczny jej oryginalnego twórcę, bliższe prawdy jest twierdzenie że wielu różnych myślicieli doszło do niej niezależnie od siebie. Niektórzy doszukują się jej pierwszego wyznawcy w Arystotelesie. Inni widzą jej początek u Tomasza z Akwinu, który w Sumie Teologicznej (1265-1274) wyraził pogląd, że „wartość może, zwiększa się i powinna się zwiększać proporcjonalnie do ilości pracy włożonej w polepszenie dóbr”. Badacze tacy jak Joseph Schumpeter cytują Ibn Chalduna, który w książce Muqaddimah (1377) uznał pracę za źródło wartości dóbr, które jest niezbędne dla wszelkiego zarobku i bogacenia. Argumentował, że zarabianie „wynika z czegoś innego niż umiejętności, wartość zarobku i posiadłych bogactw musi również zawierać wartość pracy włożonej w ich uzyskanie”. Inni wskazują na Sir Williama Petty i jego Traktat o podatkach (1662) lub laborystyczną teorię własności Johna Locke’a, opisaną w Dwóch traktatach o rządzie (1689), gdzie Locke uznaje pracę za ostateczne źródło wartości ekonomicznej. Sam Karol Marks za jednego z twórców LTW uważał Benjamina Franklina, który miał zapoczątkować teorię w 1729 r. w swoim eseju o walucie papierowej.
Adam Smith uważał, że we współczesnym kapitalizmie, gdyby ilość wsadzonej w produkt pracy była równa ilości pracy, którą można za ten produkt otrzymać (cenie), to nie moglibyśmy mówić o czymś takim jak zysk. David Ricardo, wespół z Marksem, odpowiedział, że Smith pomylił pracę z płacą. Praca którą można otrzymać za dany towar jest zwykle większa niż praca konieczna dla utrzymania produkcji (praca niezbędna NL a praca dodatkowa SL). A więc wartość pracy, w ujęciu Ricardo i Marksa, tłumaczy całą cenę towaru, łącznie z zyskiem.
Teoria Ricardo poprzedzała współczesne teorie neoricardiańskie, według których ceny równowagi ostatecznie wynikają jedynie z kosztów produkcji. Na podstawie różnicy między płacą a wartością produktów powstała szkoła „ricardiańskich” socjalistów; Charles Hall, Thomas Hodgskin, John Gray, John Francis Bray i Percy Ravenstone używali teorii Ricardo by tworzyć teorie wyzysku. Marks czerpał z prac tego nurtu, argumentując, że pracownicy pracują część dnia na swoje płace, a część jedynie na pożytek kapitalisty. LTW i wspomniana teoria wyzysku stały się centralne dla jego myśli.

### Adam Smith i David Ricardo
Smith uważał, że w społeczeństwie przed własnością prywatną ilość pracy włożonej w wytworzenie dobra jest jedynym kryterium jego wartości wymiennej, czyli mierzonej pracą wartości, którą można za nie nabyć. Jednak w społeczeństwie kapitalistycznym cena przestaje być równa wartości pracy, ponieważ zawiera również zysk właścicieli środków produkcji. „W większości przypadków całość produktu procesu pracy nie należy do pracownika. Zwykle musi dzielić go z właścicielem kapitału, który go zatrudnia”. Trzeba jednak zwrócić uwagę, że Smith nie podziela uznawanego za klasyczny dla LTW poglądu, że cena rynkowa z kosztów produkcji. Ta teoria została zaproponowana dopiero przez Ricardo, który w 1817 r. pisał: „Wartość jakiegokolwiek dobra, lub ilość dowolnego innego dobra za które będzie wymieniane, zależy od zmiennej ilości pracy niezbędnej do jego produkcji, a nie większej lub mniejszej płacy wypłacanej za tę pracę”. Tu Ricardo odróżnia abstrakcyjną wartość pracy od wypłacanej za nią płacy. Jednak był zaniepokojony pewnymi odstępstwami od zasady proporcjonalności ceny do pracy, które obserwował. Na przykład nie mógł w żaden sposób wytłumaczyć jak wino drożeje wraz z leżakowaniem w beczkach, mimo że nie jest nad nim wykonywana żadna praca, albo dlaczego sadzonka dębu jest warta znacznie mniej niż dąb wyrośnięty.
LTW kontrastuje się z subiektywną teorią wartości, obecnie najbardziej powszechnie stosowanej, według której wartość dobra nie jest zależna od pracy w nie włożonej, a od użyteczności jaką przynosi potencjalnemu kupującemu, mierzonej jego skłonnością do płacenie za to dobro. Teoria Ricardo nie jest z natury normatywna, tak jak niektóre późniejsze formy LTW, zwłaszcza te nawiązujące do marksizmu.
Podlega dyskusji do jakiego stopnia klasyczni teoretycy uznawali za prawdziwą LTW tak jak się ją obecnie powszechnie definiuje. Można to ponownie przywołać odstępstwa, których nie potrafił wytłumaczyć Ricardo. W liście pisał, że „nie jestem usatysfakcjonowany z wytłumaczenia zasad rządzących powstawaniem wartości, które wyłożyłem”. Adam Smith, jak również wspomniano, odrzucał możliwość korzystania z LTW do analizy rozwiniętego społeczeństwa kapitalistycznego. Ostatecznie „Smith nie korzysta w znaczącym stopniu z laborystycznej teorii wartości”.

### Anarchizm
Mutualizm Pierre’a-Josepha Proudhona i amerykańscy anarchiści indywidualistyczni, tacy jak Josiah Warren, Lysander Spooner i Benjamin Tucker zaadaptowali LTW klasycznej ekonomii i używali jej do krytyki kapitalizmu, preferując nie-kapitalistyczne rozwiązania rynkowe.
W XIX wieku amerykański anarchista Josiah Warren ukuł maksymę „koszt limitem ceny”. Jego zdaniem każda struktura własności czy relacja gospodarcza z której wynika zysk, renta ekonomiczna czy procent jest nierozerwalnie związana z wyzyskiem. Posługując się LTW argumentował, razem z nurtem tzw. anarchistów indywidualistycznych, że niemoralnym jest żądać za dobro wyższej ceny niż wynikałoby z włożonej w nie pracy. Z tego powodu, ich zdaniem, handel powinien opierać się na banknotach mających oparcie w wykonanej pracy.
Warren jest powszechnie uważany za pierwszego amerykańskiego anarchistę, a edytowany przez niego tygodnik Pokojowy Rewolucjonista, wydawany w 1833, był pierwszym amerykańskim periodykiem anarchistycznym. Maksyma Warrena o koszcie będącym limitem ceny wskazywała na normatywną i preskryptywną teorię wartości, co jest zawarte w jego argumencie, robotnik powinien otrzymywać pensję równą wartości wykonanej przez niego pracy, tak samo kupujący towar powinien za niego płacić kwotę o wysokości równej do kosztu pracy w niego włożonej. Ten pogląd odrzucał możliwość etycznego pozyskiwania zysku ekonomicznego, czynszów czy oprocentowania. Zgodnie z duchem Bogactwa Narodów Smitha koszt pracy jest subiektywny, to znaczy mierzony natężeniem, czasem i nieprzyjemnością pracy, a nie żadnym obiektywnym wskaźnikiem jak płaca. Warren przetestował swoje teorie otwierają eksperymentalny Cincinnati Time Store, gdzie sprzedawał towary w zamian za banknoty oznaczające obietnicę wykonania danej ilości pracy. Sklep pozostał otwarty przez 3 lata; po jego zamknięciu Warren zajął się tworzeniem mutualistycznych osad, takich jak „Utopia” i „Modern Times”. Warren stwierdził, że najlepiej jego poglądy oddał Stephen Pearl Andrews w książce The Science of Society, wydanej w 1852.
Mutualizm jest szkołą anarchizmu i doktryną ekonomiczną, która postuluje społeczeństwo, w którym każdy jest użytkownikiem kolektywnym właścicielem środków produkcji, z wolnym handlem opartym na cenach wymiennych zależnych wyłącznie od pracy włożonej w dany produkt. Jest to rodzaj socjalizmu rynkowego, opartego na handlujących między sobą kolektywach pracowniczych, oparty na pracach Pierre’a-Josepha Proudhona. Mutualizm korzysta z normatywnej LTW w sposób podobny do Josiah Warrena, to znaczy wymaga, żeby za daną ilość pracy płacić lub otrzymywać dobra lub pracę o tej samej wartości, wykluczając zysk.
Anarchokolektywizm jest szkołą anarchizmu opracowaną przez Michaiła Bakunina, zakładającą kolektywną własność środków produkcji przez komuny. W tej szkole LTW interpretowana jest w ten sposób, że w proponowanym przez nią modelu ekonomicznym każdy miałby dostęp do wszystkich wypracowanych przez komunę dóbr proporcjonalnie do ilości pracy wykonanej przez niego na rzecz komuny.

### Karol Marks
Mimo wymienia go jako jednego z czołowych teoretyków LTW Karol Marks nigdy nie użył terminu laborystyczna teoria wartości; używał terminu prawa wartości, ponieważ sprzeciwiał się nadawaniu pracy metafizycznej mocy twórczej, zgodnie z postulowanym przez niego materializmem dialektycznym.
Praca nie jest źródłem wszelkiego bogactwa. Przyroda jest w równej mierze źródłem wartości użytkowych (a one to przecież stanowią rzeczowe bogactwo!), jak i praca, która sama jest tylko przejawem jednej z sił przyrody, ludzkiej siły roboczej
W powyższym cytacie Marks mówi o wartościach użytkowych, które należy kontrastować z wartością wymienną. W dalszym fragmencie argumentował, że oddzielenie pracy ludzkiej od reszty przyrody daje legitymizację dla powstania klasy posiadaczy, która może odmawiać pracownikowi prawa do korzystania z zasobów przyrody.
Znamiennym wkładem Marksa w LTW jest wprowadzenie perspektywy społecznej do wyliczania wartości pracy. Jego model zakłada wspomnianą wcześniej pracę niezbędną, NL, której ilość zależy od płacy wypłacanej pracownikom. Kiedy większość ekonomistów rozpoczynała swoje analizy z perspektywy jednostki, Marks zaczął od społeczeństwa. Produkcja w społeczeństwie zakłada system zależności i podział pracy między jego członkami. W tym społeczeństwie wszyscy wykonują pracę. Oprócz konkretnych prac w tym czy innym zawodzie w społeczeństwie widzimy pracę jako taką, obok natury jedyne źródło bogactwa.
Społecznie potrzebna praca to ilość pracy potrzebna do wytworzenia danego towaru w danym społeczeństwie, przy danej technologii, średnim dla tego społeczeństwa natężeniu pracy i umiejętności. W tym ujęciu wartość produktu wynika ze struktury produkcji w społeczeństwie, a nie od indywidualnych predyspozycji czy niedogodności pracownika.

## Krytyka
Marksistowska LTW była krytykowana pod wieloma względami. Niektórzy twierdzą, że przewiduje ona wyższe zyski w bardziej pracochłonnych sektorach niż w kapitałochłonnych, co nie pokrywa się z danymi empirycznymi. W trzecim tomie Kapitału Marks odpowiada na ten argument, twierdząc, że wartość dodatkowa (zysk) jest rozdzielana między całą klasę posiadającą zgodnie z ilością posiadanego kapitału, a nie tylko kapitału użytego w procesie produkcji. W użytym wcześniej przypadku pracowników obsługujących maszynę do kawy, kapitałem stałym użytym produkcji, oznaczanym przez c, są ziarna kawy, a zmienną jest wartość dodana przez maszynę do kawy, która w procesie swojego użytkowania może wyprodukować tylko daną ilość kubków kawy. Sumaryczna wartość dodana zależy od technologii i równa się amortyzacji danej maszyny, to znaczy jej wartości początkowej, która jest zużywana wraz z zużywaniem się maszyny. Każdy produkt wytworzony z użyciem danego kapitału, zakładając jego homogeniczność, ma swoją wartość powiększoną o równą część zużytej wartości kapitału. Produkty sektorów kapitałochłonnych czerpią dużą część swojej wartości z kapitału, podczas gdy pracochłonne, jak na przykład rolnictwo tradycyjne, bardzo małą. Od czasów powstania trzeciego tomu miało miejsce wiele dyskusji na temat tego, czy to wytłumaczenie wspomnianego problemu zgadza się z teorią wartości przedstawioną w tomie pierwszym. Krytycy wskazywali, że to rozwiązanie zmienia LTW w model makroekonomiczny, podczas gdy w założeniu miała tłumaczyć stosunki wymienne produktów, jak robiła to u ekonomistów klasycznych jak Smith, jednak u Marksa widzimy odejście od indywidualnie włożonego wysiłku na rzecz innych składników wartości, jak kapitał, i to w ujęciu całości kapitału w danej gospodarce. Krytycy Marksa z tego powodu uważają, że jego rozwiązanie stawianego mu zarzutu było nie tyle rozwiązaniem, co uniknięciem tematu
Steve Keen argumentował, że pogląd Marksa, według którego jedynie praca tworzy wartość wymienną, polega na poglądzie, że wraz z zużywaniem się wartości użytkowej kapitału wraz z amortyzacją, wartość wymienna tego kapitału jest przenoszona na produkty. Krytyką Keena było podanie w wątpliwość, jakoby wartość użytkowa urządzeń, czy ogólnie kapitału, malała z taką samą prędkością co ich wartość wymienna. Używa analogii pracy; jeżeli robotnicy otrzymywali płacę wystarczającą im jedynie na przeżycie, a dzień ich pracy wycieńczał by ich w stopniu nie pozwalającym na kontynuowanie pracy ponad normę dzienną, można by argumentować, że robotnik również „zmniejsza swoją wartość” o wartość swojej dziennej płacy. Jednak pensja wystarczająca jedynie dla przeżycia robotnika nie jest limitem wytworzonej przez niego dziennie wartości, jest to wręcz krytycznie ważne dla ekonomii marksistowskiej, że robotnik jest wyzyskiwany przez zawłaszczenie wartości dodanej, czyli tej wypracowanej po wypracowaniu produktów o wartości równej płacy robotnika. Jeśli ta minimalna pensja byłaby limitem wytworzonej wartości wyzysk nie byłby możliwy. Zdaniem Keena maszyna również może być źródłem większej wartości użytkowej niż wymiennej, a więc tak jak praca być źródłem wartości dodanej, zysku. Keen dalej twierdzi, że Marx był blisko tej konkluzji w niedokończonym traktacie Grundrisse, ale nigdy już do niej nie wrócił. Później Keen stwierdza, że mimo utrzymywania przez Marxa, że kontrybucją maszyn w produkcji jest jedynie ich wartość użytkowa, a nie wymienna, to regularnie traktuje jakby były identyczne, co przeczyłoby jego twierdzeniu, że te dwie wartości maszyn nie są ze sobą powiązane. Marksiści odpowiadają, że wartość użytkowa i wymienna są niemierzalne, więc nie można ich porównywać. Robiąc to popełnia się błąd mylenia kategorii. Według Marksa maszyna z definicji nie może być źródłem ludzkiej pracy. Z kolei według Keena LTW Marksa funkcjonuje jedynie wtedy, kiedy wartość użytkowa i wymienna maszyn jest identyczna, jako że zgodnie z twierdzeniem Marksa maszyny nie mogą tworzyć wartości dodanej, ponieważ ich wartość użytkowa maleje wraz z wartością wymienną, będąc transferowana do produkowanych przez nią towarów, bez wytworzenia wartości wcześniej nieistniejącej. Argument Keena może być również odniesiony do produkcji w systemie niewolniczym, który bazuje na pozyskiwaniu większej wartości z pracującego (niewolnika), niż mu się oddaje w postaci zapłaty.

### Krytyka metodologiczna
We wspólnej pracy „Capital as Power” (Kapitał jako władza) Shimshon Bichler i Jonathan Nitzan argumentują, że pomimo twierdzeń marksistów o poparciu ich wersji LTW dowodami empirycznymi, mającymi dowieść wyraźną korelację między wartością w rozumieniu LTW a ceną, to wskazane badania naprawdę nie dowodzą tej zależności. Zdaniem autorów, wskazywane przez marksistów badania miały pokazać sztywną zależność między ceną rynkową a wartością włożonej w dane towary pracy. W rzeczywistości podane badania mierzyły ceny poprzez sumowanie wartości rynkowej produktów całych sektorów rynku, co było robione sumarycznie dla wielu sektorów na przestrzeni kilku lat. Jednak, zdaniem Bichlera i Nitzana, ta metoda niesie za sobą poważne błędy statystyczne, konkretnie nie uwzględnia pozytywnej kowariancji tych wartości, gdy są sumowane dla sektorów o różnej wielkości produkcji. Wynika to z mnożenia wartości pracy włożonej w wytworzenie jednej sztuki towaru i jego ceny przez tę samą wartość, a następnie porównywanie zsumowanych wartości tych dwóch badanych zmiennych dla wielu sektorów. Prowadzi to do wykazania znacznie większej korelacji między pracą a ceną niż jest w rzeczywistości, z kolei kiedy w równaniu skontroluje się różnice w wielkości produkcji sektorów, zdaniem autorów, korelacja spada do nieznaczących poziomów. Innymi słowy, gdy badacz stworzy wykres posiadający na swoich osiach sumaryczną wartość pracy w danym sektorze i sumaryczną cenę jego produktów, a następnie naniesie na niego punkty oznaczające te wartości dla różnych sektorów, zaistnienie korelacji liniowej będzie w dużej mierze wynikiem oczywistego faktu, że w większości przypadków im więcej sztuk danego towaru produkuje dany sektor, tym najprawdopodobniej więcej zatrudnia pracowników i większa jest sumaryczna cena wyprodukowanych przez niego towarów, a nie że cena pojedynczego towaru jest ściśle zależna od wartości pracy potrzebnej do jego wykonania, co jest tezą obrońców LTW. Gdy jedna zsumowane wartości pracy i ceny każdego sektora podzieli się przez liczbę wytworzonych w nim produktów, szukana korelacja, wg Nitzana I Bichlera, okazuje się zbyt małą, by być konkluzywna.
Nitzan i Bichler dodatkowo krytykują marksistowskie próby empirycznego dowodzenia prawdziwości LTW poprzez stwierdzenie, że wiele z tych prób przez błąd metodologiczny nie jest w stanie wykazać korelacji między wartością pracy i ceną produktu. Ich zdaniem tezą Marksa było, że cena jest zależna od wartości potrzebnej pracy według jej czasu i natężenia. Ta wartość z kolei może być rozumiana jedynie abstrakcyjnie, ponieważ nie ma możliwości obiektywnego przeliczenia jej na wartość pieniężną. Dalej, ich zdaniem, marksiści porzucili próbę znalezienia policzalnej jednostki wartości pracy, ze względu na niemożliwość przekonwertowania jednostki abstrakcyjnej na materialną. Z tego powodu każde badanie mające na celu znalezienie związku wartości pracy i cen jest skazane na dużą liczbę założeń, by mogło być przeprowadzone. Te założenia, zdanie autorów, nieuchronnie prowadzą do zakładania tego, czego powinno się dowodzić:
Najważniejszym z tych założeń jest to, że wartość pracy jest proporcjonalna do rzeczywistej płacy, a stosunek kapitału zmiennego do wartości dodanej jest równy stosunkowi płac do zysków, a także niekiedy, że wartość zmniejszenia kapitału stałego jest równa odpowiedniemu ułamkowi ceny zakupu tego kapitału. Innymi słowy, badacz zakłada dokładnie to, co LTW ma dowieść
Według Bichlera i Nitzana taka praktyka opiera się na konwertowaniu cen na wartości abstrakcyjną, a następnie na sprawdzeniu, czy cena i wartość są skorelowane, a więc na stwierdzaniu korelacji cen z cenami. Paul Cockshott nie zgodził się z argumentacją Bichlera i Nitzana. Jego zdaniem jest to możliwe, by mierzyć abstrakcyjną wartość pracy poprzez porównywanie przepracowanych godzin i płac (czy w gospodarce czy u jednego robotnika). Uważał również, że twierdzenie Nitzana i Bichlera o niskiej korelacji wartości pracy i cen sama wynika z błędnej analizy statystycznej. Większość marksistów odrzuca interpretację Marksa używaną przez autorów Capital as Power. Według ich rozumienia Kapitału pojedyncze produkty nie mogą mieć wartości, a jedynie ceny produkcji. Dla przykładu, Fred Noseley argumentował, że wartość jest u Marksa zmienną „makromonetarną”, rozumianą jako łączną wartość dodaną wytworzoną w danym okresie plus sumaryczna wartość deprecjacji kapitału. Ta wartość z kolei może być sprowadzona do jednostkowego towaru jedynie jako cena produkcji, a więc nie istnieje coś takiego jak laborystyczna wartość pojedynczego produktu.
Niektórzy post-keynesiści byli bardzo krytyczni wobec LTW. Joan Robinson, uważana za ekspertkę pism Marksa, uważała LTW za w większości tautologię i „typowy przykład tego, jak operują idee metafizyczne”. Znany marksistowski ekonomista Roman Rosdolsky odpowiedział na zarzut Robinson twierdząc, że ta nie zrozumiała kluczowych elementów teorii Marksa, na przykład uważając, że Marks zakładał stała stopę wyzysku, co jego zdaniem nie jest prawdą.

### Krytyka behawioralna
Inni argumentowali, że LTW ignoruje sposób, w jaki ludzie nadają wartość przedmiotom w swoich umysłach. Pilkington w swoich pismach wskazuje na intersubiektywną naturę pożądania niektórych przedmiotów.
Wartość jest nadawana przedmiotom według naszego pożądania ich posiadania. To pożądanie jest intersubiektywne. Chcemy posiąść medal lub wrogą flagę, ponieważ zaskarbi to nam uznanie. Wartość medalu lub flagi nie jest oceniania względem ich obiektywnych właściwości, ani ilości pracy która je stworzyła, a raczej są pożądane dla symbolicznej pozycji jaką posiadają w intersubiektywnej sieci pożądań
Pilkington utrzymuje, że jest to teoria zupełnie różna od teorii marginalistycznych (opartych na użyteczności krańcowej), które można znaleźć w większości podręczników do ekonomii, pomimo że teoria Pilkingtona zwraca uwagę jedynie na preferencje konsumenta, tak jak najpowszechniejsze teorie subiektywistyczne. Różnicę widzi w tym, że aktorzy w analizie marginalistycznej posiadają preferencje niezależne od innych aktorów, a ich pożądania nie mają natury intersubiektywnej.
LTW była krytykowana również z pozycji ekonomii ekologicznej, według której praca to w rzeczywistości energia wydatkowana w czasie. W paradygmacie ekonomii ekologicznej pracę i produkcję należy rozumieć jako jeden z wielu procesów przemian kształtujących środowisko Ziemi, a rozpatrywać je należy w kontekście zużywania zasobów i energii. To podejście pozwala pominąć problemy marksistów związane ze zmniejszaniem się wartości i ceny kapitału stałego, ponieważ zarówno kapitał, jak i praca tym sposobem są elementami tego samego ekosystemu. Tego typu argumentacja z reguły ignoruje to, że Marks zajmował się społecznymi relacjami między ludźmi w procesie produkcji, które nie mogą być zredukowane do wydatków energetycznych, tak jak aktu głosowania w demokracji nie da się zredukować do wydatku energii na dostanie się do komisji wyborczej, na co wskazywał Isaak Rubin.